# Misumenoides nigromaculatus
Misumenoides nigromaculatus là một loài nhện trong họ Thomisidae.
Loài này thuộc chi Misumenoides. Misumenoides nigromaculatus được Eugen von Keyserling miêu tả năm 1880.